# Cerithioidea
Die Cerithioidea sind eine Überfamilie vorwiegend mariner Schnecken aus der Ordnung der Sorbeoconcha. Sie enthält auch mehrere Gruppen von Süßwasserschnecken (z. B.die Kronenschnecken Thiaridae), die teilweise unabhängig voneinander das Süßwasser vom Meer aus besiedelt haben. Der Fossilbeleg für die Cerithioidea reicht bis in die Kreide zurück.

## Merkmale
Mehr oder weniger typisch für Vertreter dieser Gruppe der Caenogastropoda sind eine (zumindest ursprünglich) turmförmige Schale, das Vorhandensein eines Operculums sowie ein zumindest teilweise offener Gonodukt. Alle Arten sind getrenntgeschlechtlich, vereinzelt kommen auch parthenogenetische Arten vor. Die überwiegende Zahl der Cerithioidea ist ovipar, einige Gruppen sind ovovivipar oder vivipar.

## Systematik
In der klassischen Systematik werden die Cerithioidea zu den Mesogastropen (Mittelschnecken), eine Ordnung der Prosobranchia (Vorderkiemerschnecken), gestellt. Diese Einteilung gilt als veraltet, da die Mesogastropoden keine monophyletische Gruppe darstellen. In der hier geführten, phylogenetischen Systematik werden die Cerithioidea zu der Ordnung Sorbeoconcha, Unterklasse Orthogastropoda gestellt.

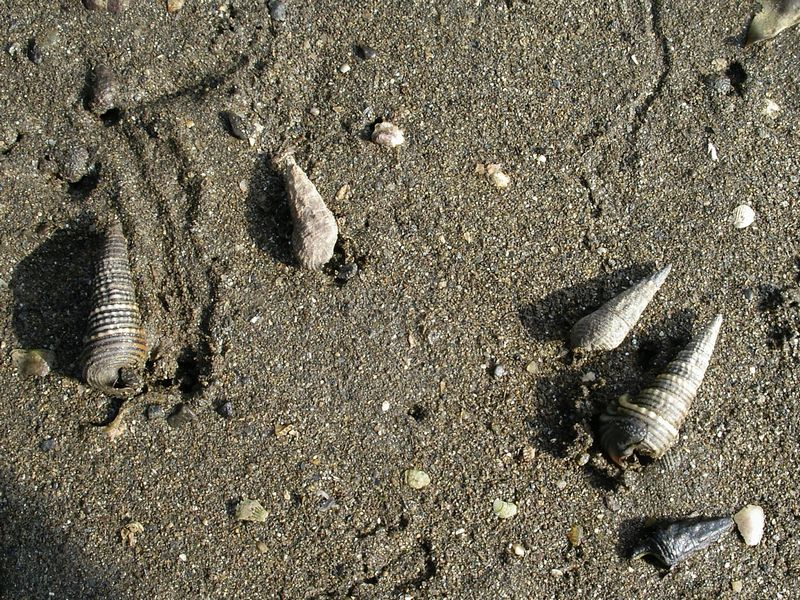
Batillariidae multiformis
vor Nagasaki, Japan

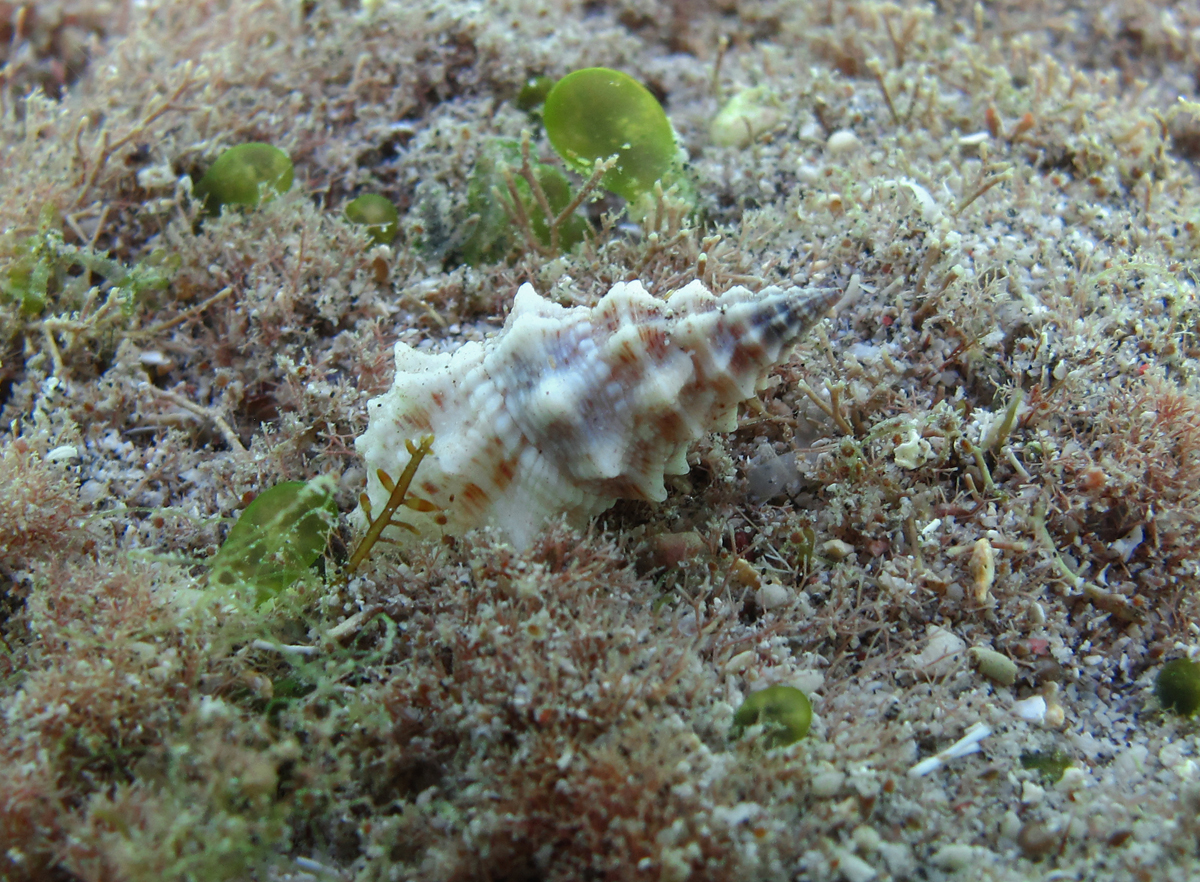
Cerithium columna vor La Réunion

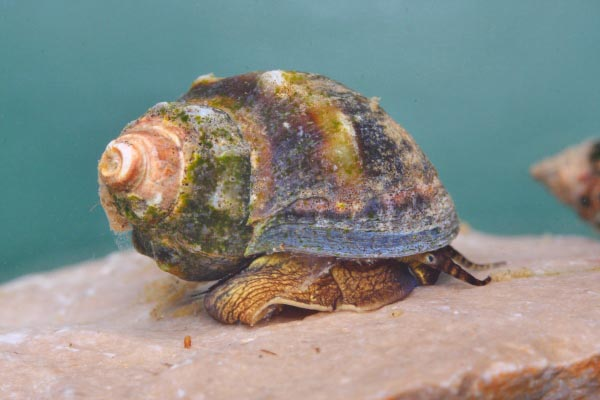
Eine Kurze Kronenschnecke Holandriana holandri, im Fluss Kupa, Slowenien

Die Überfamilie enthält nach derzeitiger Klassifikation die folgenden Familien
(Stand: Februar 2023, in alphabetischer Reihenfolge):
- Amphimelaniidae P. Fischer & Crosse, 1891
- Batillariidae Thiele, 1929 (marin)
- Cerithiidae (Férussac, 1819) (marin)
- Dialidae Ludbrook, 1941 (marin)
- Diastomatidae Crosse & Fischer, 1893 (marin)
- Hemisinidae P. Fischer & Crosse, 1891
- Litiopidae Gray, 1847 (marin)
- Melanopsidae, auch Schwarzdeckelschnecken genannt, A. Adams & H. Adams, 1854 (Süßwasser)[2]
- Modulidae P. Fischer, 1884 (marin)
- Pachychilidae, auch Pagodenschnecken genannt, P. Fischer & Crosse, 1892 (Süß- und Brackwasser)[3]
- Paludomidae Stoliczka, 1868 (Süßwasser)
- Pelycidiidae Ponder & Hall, 1983
- Pickworthiidae Iredale, 1917
- Planaxidae Gray, 1850 (marin)
- Pleuroceridae P. Fischer, 1885 (Süßwasser)
- Potamididae A. & H. Adams, 1854 (marin und Brackwasser, Mangroveschnecken)
- Potamididae H. Adams & A. Adams, 1854
- Scaliolidae Jousseaume, 1912 (marin)
- Semisulcospiridae J. P. E. Morrison, 1952
- Siliquariidae Anton, 1838
- Tenagodidae Gill, 1871 (marin)
- Thiaridae, auch Kronenschnecken genannt, Gill, 1871 (1823) (Süßwasser)[3]
- Turritellidae Lovén, 1847 (marin, Turmschnecken)
- Zemelanopsidae Neiber & Glaubrecht, 2019

Sämtliche Vertreter der folgende Cerithioidea-Familien sind bereits ausgestorben:
- †Brachytrematidae Cossmann, 1906
- †Cassiopidae Beurlen, 1967
- †Eustomatidae Cossmann, 1906
- †Ladinulidae Bandel, 1992
- †Lanascalidae Bandel, 1992
- †Macraxidae Bandel, Gründel & Maxwell, 2000
- †Metacerithiidae Cossmann, 1906
- †Popenellidae Bandel, 1992
- †Procerithiidae Cossmann, 1906
- †Propupaspiridae Nützel, Pan & Erwin, 2002
- †Prostyliferidae Bandel, 1992